# Mattole
Mattole, o Mattole-Bear River, es una lengua atabascana, parte de las lenguas na-dené. Es una lengua extinta hablada por los pueblos Mattole y Bear River del norte de California. Es una de las cuatro lenguas pertenecientes al grupo atabasco de California de las lenguas atabascanas de la costa del Pacífico. Se ubicó en dos lugares: en el valle del río Mattole, inmediatamente al sur del cabo Mendocino (en la costa del noroeste de California) y en un dialecto distinto en el río Bear, a unas 10 millas al norte. Fue descubierta en 1930 y para entonces solo habían un par de individuos que hablaban el idioma.

Mattole y otras lenguas athabaskan de California.

## Fonología
El mattole contiene cuatro vocales /i e a o/ que son vocales largas con una vocal corta ı, que es variante fonética de la i y 23 consonantes.

## Gramática
En Mattole hay sufijos para relación local y tamaño. En esta posición possustantiva, el Mattole y Hupa, muestran ciertas semejanzas. Mattole también muestra enclíticas relativas y formas tensomodales.